# 박지원 (1737년)
박지원(朴趾源, 1737년 3월 5일(음력 2월 5일)~1805년 12월 10일(음력 10월 20일))은 조선 후기의 문신이며 실학자이자 사상가, 외교관, 소설가다.

## 개요
본관은 반남(潘南), 자는 미중(美仲) 또는 중미(仲美), 호는 연암(燕巖), 연상(煙湘), 열상외사(洌上外史)이고, 시호는 문도(文度)이다. 1765년 집안 어른들의 기대 때문에 과거에 응시한 그는 일부러 과거시험에 합격하지 않았고, 이후에도 과거를 피했으며 학문 연구와 저술에만 몰두하였다. 저서로는 북학파 실학자 연암의 철학이 담긴 《열하일기》, 소설인 《허생전》이 있다. 그는 청나라의 신문물에 관심을 두었다. 정조대왕이 즉위한 후에 여러번이나 학문과 문장력을 존중받아서 추천받았지만 고사하다가, 노론 명문가인 반남 박씨 집안의 거듭된 권고로 1786년 문음으로 출사하게 된다.
1786년 음서로 선공감 감역이 되어 1789년 평시서주부(平市署主簿)·사복시주부(司僕寺主簿), 1791년 한성부판관, 1792년 안의현감(安義縣監), 1797년 면천군수(沔川郡守), 1800년 양양부사를 역임했다. 안의현감 재직 중 북경여행을 다녀왔으며 이때의 경험을 토대로 실험적 작업을 시도하였으며, 면천군수 재직 중 《과농소초(課農小抄)》,《한민명전의(限民名田議)》, 《안설(按說)》 등의 저서를 남겼다. 사후에도 그의 문집과 저서는 간행되지 못하다가 1910년(융희 4년)에 가서야 간행되었다. 증 의정부좌찬성에 추증되었다.
당색으로는 노론이었으나, 노론의 한 분파인 북학파(北學派)를 세워 그 영수가 되었다. 홍대용, 박제가 등과 함께 청나라의 우수한 점을 배워서 민중들의 삶을 위해야 한다면서, 상업과 공업을 중요하게 생각하는 중상주의를 주장하였다. 실례로 《열하일기》에서 박지원은 청나라를 본받아서 수레를 사용하고 도로를 닦아서 생필품들을 널리 사고팔도록 해야, 민중들이 생필품을 손쉽게 구할 수 있음을 주장하고 있다. 이를 북학파라고 한다. 그의 제자로는 박제가, 유득공, 이덕무 등이 있다.

## 생애

### 생애 초반

#### 출생과 어린 시절
박지원은 1737년(영조 13) 3월 5일(음력 2월 5일) 축시에 한양 서부(西部) 반송방(盤松坊 : 야동(冶洞))에서 지돈녕부사를 지낸 노론중진 장간공 박필균의 손자이며, 열상외사(洌上外史) 박사유의 둘째 아들로 출생하였다. 어머니는 함평이씨(咸平李氏)로 이창원(李昌遠)의 딸이다. 그의 형제들 중에는 2남 2녀가 전하는데 위로 형 박희원과 누나 두 명이 성인이 될 때까지 생존하였다.
5대조 박미(朴瀰)의 동생 박의(朴漪)의 아들은 현석 박세채로 소론의 거물이었다. 그의 집안은 대대로 서인 당원이었으나 숙종 때 노론과 소론이 갈리면서 그의 가문도 노론과 소론으로 당론이 나뉘었고, 박세채는 소론을 선택하였다. 당대인 영조 때의 거유 성리학자인 여호 박필주는 그의 재종조부로, 증조할아버지 박태길의 형 박태두의 아들이자 할아버지인 박필균의 사촌이었다. 할아버지 박필주는 지중추부사와 지돈녕부사를 역임한 노론 거물이었지만 당쟁에 뜻을 두지 않고 정치색을 드러내지 않았다. 할아버지 박필균은 당쟁에 초연했고 연암 역시 할아버지의 영향으로 당쟁에서 거리를 두었다.
1739년 형 박희원이 장가 들었다. 형수 이씨는 16세에 시집와서 어린 시동생인 박지원을 돌보았다. 어려서 그는 옛 사람의 편침(扁枕) 온피(溫被) 같은 것을 흉내내었다 한다. 1741년 4세 때 경기도 관찰사로 부임하는 할아버지 박필균의 임지에 따라갔다가 되돌아왔는데, 한번 본 감영의 모양과 칸수를 모두 말하여 신동이라 칭찬을 들었다.

#### 소년 시절
그는 성장하면서 신체가 건강하고 매우 영민하여 암기에 능하였다. 그의 가문은 서인과 노론의 명문가문이었으나 아버지 박사유는 관직에 오르지 못했고, 이렇다할 직업이 없는 포의(布衣)로 지냈기 때문에 할아버지 박필균에게서 양육되었다. 박사유는 포의로 살다가 늦게 음서로 출사하여 통덕랑(通德郎)에 오르지만 곧 사망한다. 할아버지 박필균은 정2품에 이르렀지만, 붕당에는 관심이 없어서 적을 만들지 않았다. 지금에 비유하면 장/차관으로서 정부에서 활동하되, 정당활동은 하지 않은 셈이다.
1752년(영조 28) 16세에 처사 이보천(李輔天)의 딸과 결혼했다. 장인에게는 ≪맹자≫를, 처삼촌 이양천(李亮天)에게는 ≪사기≫를 배워 본격적인 학문을 시작했다. 처남인 이재성(李在誠)과는 평생의 문우(文友) 관계를 이어갔다. 또한 영조의 부마이자 청나라에 사신으로 다녀온 8촌 형 박명원의 영향을 받아 외부의 문물에도 관심을 두었다. 박명원은 자신 외에도 청나라를 견문하고 온 사실들에게서 접한 새로운 사실을 그에게 전해 주었다.
1754년(영조 30년) 우울증과 불면증이 나타나 고생하였다. 처음에는 정신장애인인 연암을 동정적으로 보던 이들은 나중에 그를 미쳤다고 하며 꺼리거나 피하였다. 그러나 박지원은 스스로 극복하려 했고, 사람들을 청해 재미있는 이야기를 들으면서 우울증을 고쳐 보고자 했지만 실패한다. 이때 만난 말동무 민유신은 그의 오랜 지기가 되었는데, 자신의 소설 민옹전의 주인공이 되었다. 젊은 선비가 우울장애와 불면증으로 힘들어하는데, 민옹과 어울리면서 마음이 건강해지는 이야기이다. 그 해, 거지 광문의 입을 빌려 몰인정한 사회를 풍자한 단편소설 광문자전을 썼다. 요약해서 말한다면, 사회적 약자들인 거지들이 서로 돕고 사는 이야기라고 보시면 되겠다.

### 청년기

#### 수학과 청년 시절

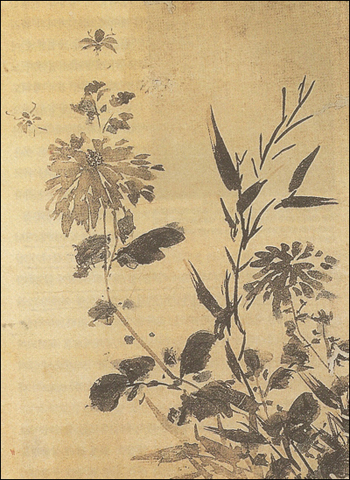
그림작품 묵죽도

그는 장인인 이보천과 처삼촌인 이양천의 문하에서 학문과 글을 배웠다. 장인인 이보천에게서 《맹자》를 중심으로 학문에 정진하였으며, 이보천의 아우 이양천(李亮天)에게서는 사마천의 《사기》를 비롯하여 주로 역사서적을 교육받고, 시 짓는 법, 글과 문장 쓰는 법을 터득하고 많은 논설, 고전을 습작하였다. 수려한 글재주를 본 처삼촌인 이양천은 그가 문장가가 되리라고 예견하였다. 수년간 이보천과 이양천의 학업에서 문장에 대한 이치를 터득하였다. 처남 이재성(李在誠)은 평생의 친구로 지냈고 동시에 그의 학문에 충실한 조언자가 되어주기도 했다.
1755년 연암의 학문을 지도했던 처삼촌 영목당 이양천이 40세의 나이로 사망했다. 연암은 그의 죽음을 애도하여 '제영목당이공문(祭榮木堂李公文)'을 지었다. 1756년 <마장전>과 <예덕선생전>을 지었다. 이 무렵, 김이소, 황승원, 홍문영, 이희천, 한문홍 들과 북한산 봉원사 등을 찾아다니며 공부했다. 봉원사에서 윤영을 만나 그로부터 허생과 변승업 등의 이야기를 전해 들었다. 이는 후일 허생전의 소재가 된다.

#### 방랑 생활
22세 때부터 원각사 근처에 살 때 박제가·이서구·서상수·유득공 등과 이웃하여 깊은 관계를 맺었다. 홍대용과도 사귀면서 지구의 자전설을 비롯한 서양의 신학문을 배웠으며(30세 때), 북학과 이용후생(利用厚生)의 방법을 토론하였다. 이후 산사나 강가, 정자를 떠돌며 김이소(金履素) 등 10여 명과 과거 공부에 힘썼다. 1760년 할아버지 박필균이 죽자 생활은 더욱 곤궁하였다.
1761년 초, 요양차 북한산에 들어가 독서에 매진하였는데 이때 삼국지, 수호전을 비롯한 중국의 고전, 일본의 서적 등을 새벽까지 보거나 밤새워 탐독하느라 새치가 돋아나고, 수염이 은백이 되었다고 한다.
1761년 봄, 단릉 처사 이윤영(李胤永)을 찾아가 주역을 배웠고 이 해에 홍대용을 만났다. 그 뒤 과거 시험에 전념하였다. 그러나 그해 성균관에 사마시험을 치러 들어가서는 답안지에 답 대신 고목이나 노송 등만 그려놓고, 나와 시중의 비웃음을 샀다. 할아버지의 사후 가세는 점점 어려워졌고 집안에서는 그가 과거에 나가기를 원하였다. 이후 각지를 방랑하며 여행하였다.1764년 충청도에서 효종이 북벌 때 쓰라고 송시열에게 하사했다는 초구를 구경하고 '초구기(貂汨記)'를 썼다.

#### 과거 낙방과 단념
그 뒤 1765년 집안의 염원을 받아들여 영조 46년 과거시험 1차에 장원 그러나 2차 시험에는 백지를 제출함. 그해 가을 친구 김이중(金履中)이 나귀를 팔아 마련해준 돈으로 가을에 유언호, 신광온 등 친구들과 함께 금강산을 유람하고 돌아왔다. 삼일포, 사선정 등 금강산 일대를 두루 돌아보고, '총석정 해돋이(叢石亭觀日出)'를 썼다. 이 글은 후일 《열하일기》에도 수록되어 있다. 병조판서를 지낸 홍상한이 이 작품을 격찬했다고 한다. 되돌아와서 <김신선전>을 지었다. 이듬해 다시 과거에 응시하지만 낙방했고, 여러 번 과거에서 낙방한 이후 과거 시험을 단념하고 오직 학문과 저술에만 전념하였다.
성리학에 조예가 깊었고, 시문에도 능하였으며 그림 재주도 뛰어나 동리 청년들을 모아 놓고 글과 그림을 가르치기도 하였다. 당색으로는 노론 명가였지만 사회의 부조리와 폐단을 계속 지적한 탓에 그의 답안지는 채택되지 않았다. 그는 과거를 단념하고 학문 연구와 후학 양성, 그리고 청나라에 존재한다는 신문물 연구에 전념하게 된다.

#### 유한준 가문과의 인연
박지원과 유한준은 본래 문우이자 친구였다가 원수로 변하였다. 기계유씨 가문이자 박지원과 같은 노론계에 속하였던 유한준은 박지원의 가문과 사돈 관계이이도 하였다. 젊어서 친분을 쌓았으나 박지원 선친 묘소의 문제로 다투게 되었고, 문학에 대한 관점의 차이로 박지원이 유한준의 문장을 비판한 후 원수지간이 되었다. 후일 박지원의 아들 박종채는 과정록에서 유한준을 심하게 험담하였다.
| “ | 유한준은 아버지가 자신의 글을 평한 편지로 인해 아버지에게 앙심을 품게 되었다. 아버지가 중년 이래 비방을 받은 것은 모두 이 사람이 뒤에서 조종하고 사주한 것이었다. 당시 경주김씨가 권세를 잡고 있었는데 아버지는 본디 이들과 사이가 안 좋았으므로 유한준은 이때를 틈타서 아버지를 해치려 했던 것이다. 아아, 이 얼마나 음험한 자인가! 이 자는 우리 집안 백세(百世)의 원수이다. | ” |
|   | — 과정록 중에서 |   |

박지원의 아들 박종채는 유한준을 아버지의 원수를 뛰어넘어 백세 동안 이어질 집안의 원수라고 성토하였다. 저암 유한준은 연암 박지원과 쌍벽을 이루는 문장가로 집안 끼리도 인연이 있고 연배도 비슷하여 젊은 시절 두 사람은 매우 절친하게 지냈다. 문학공부를 같이한 문우(文友)이자 친구로 지냈다. 그런데 박지원이 유한준의 글을 여러번 비평하다가 연암은 저암의 문장을 두고 '글이 너무 기교에 치우쳤다'고 혹평했다. 반면 저암은 연암의 저작에 대해 '오랑캐의 연호를 쓴 글'(虜號之稿)이라며 몰아붙였다. 박지원이 할아버지 박필균과 아버지 박사유의 묘를 이장한 곳이 유한준 선산 근처였는데, 유한준은 박지원의 이장을 반대하다가 먹혀들지 않자, 집안의 정자가 있던 곳이라며 자신보다 먼저 요절한 15세된 손자의 묘를 박필균 묘 위에 매장했고 쟁송문제로 발전했다. 박종채는 유한준의 집안을 일컬어 '백세의 원수'로 규정했고, 유한준의 아들 유만주는 연암을 '매우 잡스러운 인간'이라고 비판하였다.
1871년 홍문관 대제학 박규수는 향시에서 장원으로 뽑힌 시를 보고, 그 시의 주인공을 불러들였다. 시를 지은 이는 16세의 유길준이었다. 박규수는 박지원의 아들 박종채의 아들이며, 유길준은 유한준의 아들 유회주의 4대손이었다. 유길준이 처음으로 박규수를 만나러 갈 때 유길준의 아버지 유진수는 '우리집과 서로 원수같이 지내왔는데 어떻게 그 자를 찾아간다는 말이냐'며 완강히 반대했다. 그러나 우여곡절 끝에 유길준을 만난 박규수는 '너희 집과 우리 집이 지난날 사소한 문제로 불화했으나 이제부터 옛날처럼 다시 화목하게 지낼 수 있다면 어른들이 풀지 못하셨던 감정을 우리가 풀어드리는 셈이 되는게 아니겠냐'며 감개무량해하였다. 박규수는 아버지가 그토록 강조했던 백세의 원수에 대한 생각은 잊고 먼저 손을 내밀었고, 오히려 집안간의 불화를 잊자며 유길준의 뛰어난 재주를 거듭 칭찬하였다. 또한 힘써 공부할 것을 당부하며 자주 찾아올 것을 권고했다. 박규수의 인품에 감복한 유길준은 오히려 박규수를 스승으로 받들고 그로부터 학문을 사사받았다.

### 학문 연구와 정치 활동

#### 정치 활동과 낙향
박지원은 청년 시절에 세상의 염량세태에 실망하여 불면증과 우울증으로 고생했으며 이러한 성장배경을 바탕으로 진실한 인간형에 대해 모색한 전(傳) 아홉 편을 지어 ≪방경각외전(放璚閣外傳)≫이란 이름으로 편찬했다. 그는 일찍이 양반 사대부가 하는 것 없이 무위도식하는 것과 북벌론을 호언장담하면서 폭이 깊고 소매가 긴 옷을 입는 것과 무예연습을 하지 않는 점을 풍자했다. 그러나 평민들과 천민들조차 양반관료나 재력가에게는 비굴하게 행동하면서, 자신보다 지체가 낮거나 미약한 자에게 함부로 대하는 못된 꼴을 보고 평민과 천민(하천, 계급이 낮고 천함)에 대한 동정심도 거두게 된다.
1767년 아버지 박사유가 사망했다. 백면서생으로 관직에 나가지 못했던 박사유는 늦은 나이에 음서로 관직에 올랐지만 통덕랑에 머물렀다. 아버지가 죽자 유산을 가난하게 살던 형에게 모두 넘기고 근처 반송방 내에 분가하였다.
1768년 백탑(白塔) 근처로 이사를 하게 되어 박제가, 이서구(李書九), 서상수(徐常修), 유득공, 유금(柳琴) 등과 이웃하면서 그들과 교류하였고, 이후 그들과도 깊은 학문적 교유를 가졌다. 후일 박제가, 유득공 등은 그의 문인이 되었다. 또한 홍대용, 이덕무, 정철조(鄭喆祚) 등과도 만나 이용후생(利用厚生)에 대하여 자주 토론하였으며 이 무렵 그들과 서부지방을 여행하기도 했다. 1770년 초시에 응시하여 합격하였지만, 회시에 백지 답안지를 내고 나왔다.
1776년 정조 즉위 직후 정조의 측근에서 군림한 근신인 홍국영이 세도를 잡으면서 같은 노론이지만 벽파를 공격하면서 벽파에 속했던 그의 생활은 더욱 어렵게 되었다. 1777년(정조 1년) 권신(權臣) 홍국영에게 벽파로 몰려 신변의 위협을 느끼자 이듬해 황해도 금천(金川) 연암협(燕巖峽)으로 은거하였다. 연암이란 호는 이 골짝 이름에서 따온 것이다. 이때 그는 개성유수로 부임한 교우 유언호에게서 생활하는데 도움을 받기도 했다. 그의 아호가 연암으로 불린 것도 이에 연유한다. 박지원은 이곳에 생활하는 동안 직접 농사를 지어 생활하였으며, 농사와 목축에 대한 장려책을 정리하게 되었다.

#### 청나라 방문과 열하일기 저술

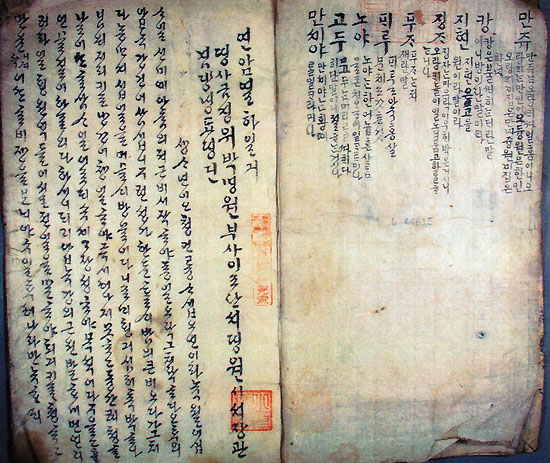
열하일기 본문

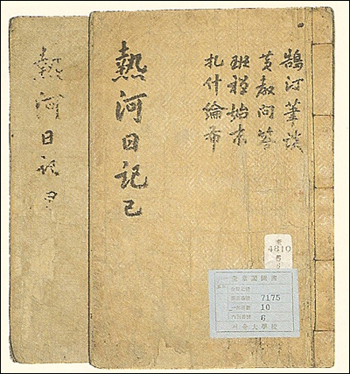
열하일기

1780년(정조 4) 44세 때 처남 이재성의 집에 머물고 있다가 삼종형 진하사 박명원(朴明源)을 따라 청나라 북경으로 갔다. 1780년 6월 25일 출발하여 압록강을 거쳐 북경에 도착했다.
이때 건륭제가 열하의 여름 별궁에서 피서를 즐기고 있었기 때문에, 박지원은 열하(熱河)까지 갔다. 이 과정에서 중국의 발달된 사회를 보고 실학에 뜻을 두게 된다. 그의 대표작 《열하일기》는 이때의 견문을 기록한 것으로 이용후생에 관한 그의 구체적 견해가 담겨 있다. 《열하일기》는 당시 보수파에게 많은 비난을 받았으나, 정치·경제·병사·천문·지리·문학 등 각 방면에 걸쳐 청나라의 신문물을 서술하여 실학 사상을 소개하였다. 그의 실학 사상은 ‘이용후생’을 한 다음에 정덕(正德)을 할 수 있다는 방법으로서, 도학의 입장과는 정반대로 근본(도덕)보다 말단(실용)을 앞세워야 한다는 것이다.
이때의 견문을 정리하여 쓴 책이 《열하일기》이며, 베이징, 열하, 만주 등에서 그가 본 풍경과 현지 주민의 생활, 그가 평소에 생각하던 이용후생에 대한 생각이 구체적으로 표현하였다. 이 저술로 인하여 그의 문명이 일시에 드날리기도 하였으나, 어떠한 형식이나 격식에 얽매이지 않았다 하여 이상한 글을 쓴다는 이유로 문단의 호된 비판을 받기도 하였다.
청나라에 있을 때 그는 물레방아를 관찰, 이를 그림으로 그려서 귀국할 때 가져왔다. 그는 물레방아를 수차(水車)라 했고, 여러개의 모사본을 그렸다가 11년 뒤 안의현감이 되어 함양 땅에 물레방아를 설치한다. 여행하고 4개월간 돌아본 후 그해 10월 27일 귀국하였다.

#### 북학파 활동
그는 노론임에도 열하와 베이징을 여행하고 돌아온 후 청나라와 서구의 문물을 적극 받아들일 것을 주장하였다. 그리고 서구의 문물과 청나라의 기술 중 성곽 축조, 제련 기술 등을 적극 받아들여야 된다고 주장하였고, 상행위를 천시할 것이 아니라 상행위와 무역을 적극 장려하고 무역항을 개설해야 한다는 것과 화폐를 이용할 것을 주장하였다. 그는 수많은 동지들을 규합하고 문하생을 길러내 노론당 내에서도 북학파라는 학파/정파를 형성하였다.
그는 문하생에도 양반, 중인, 서자를 차별하지 않고 학문을 배우려는 자를 모두 받아들였다. 그는 서얼을 차별하는 것은 잘못이며 능력과 실력에 따른 균등한 인재 등용을 주장하였다.
서류(서자)들을 금고하는 것은, 옛날의 법에서 상고해 보건대 그런 법이 없으며, 예률(禮律)에서 상고해 보건대 근거할 바가 없습니다. 이것은 국초에 좀스러운 신하가 기회를 틈타 앙갚음한 것에 불과한 것이지, 본디 개국했을 때 정한 제도가 아닙니다. 1백 년 뒤에 선묘(宣廟)께서 비로소 과거에 응시하는 것을 허락하였고, 인묘(仁廟) 때에 미쳐서 또 삼조(三曹)에 허통시켰습니다. 이것으로 보건대, 열성조에서 고치고 변통한 성대한 뜻을 단연코 알 수가 있습니다.

그는 선대에 조광조, 이이, 송시열이 서자들도 요직에 쓸 것을 건의했던 점을 계속 지적, 상소하여 서자들에게도 관직에 나갈 길을 줄 것과 실력에 따른 인재 등용을 주장하였다. 서얼 차별에 대해 그는 '서자를 금고하는 것은 왕조를 세운 초기에 어떤 좀스런 신하가 기회를 타서 앙갚음한데 지나지 않는다.'며 서얼을 차별할 이유가 없다고 부르짖었다. 또한 평민에게는 과거 응시 자격이 주어졌지만 과거에 응시할 수 없는 환경을 지적하여 평민들에게도 과거를 보도록, 나라에서 서당에 보낼 것을 역설하였다.

#### 장중거와의 논쟁
박지원과 동시대 인물인 장중거 역시 세상을 풍자하던 인물로 진사시에 합격했지만 관직에 나가지 않았다. 그는 술을 좋아했고, 세상의 부조리를 풍자하고 조롱하기를 좋아했으며, 양반들의 무위도식을 계속 지적했다. 그의 주변 사람들이 그를 싫어하고 괴롭게 여겨 미친 사람이라 손가락질하고 친구들 사이에도 비방하는 말들이 많았다. 그러나 박지원만은 장중거에게 편견을 갖지 않고 장중거를 상대했다. 장중거를 미워하는 사람 중에 그를 감옥에 넣으려는 자가 있자, 이 사실을 안 장중거는 '내가 아마 이 세상에서 받아들여지지 못할 모양이다'라며 세상을 피해 숨었다. 누구 보다 호방하던 그가 세상 사람들의 비방을 피하고 그들을 멀리할 방법을 생각해 낸 것이 세상과 담을 쌓고 집안에서 틀어박혀 사는 것이었다.
어느 날 장중거는 자신이 살고 있는 방을 깨끗이 쓸고 문을 닫아걸고는, 크게 '이존'(以存)이라는 글씨를 써서 벽에 걸어 놓았다. 이존은 주역의 “龍蛇之蟄 以存身也”에서 따온 말로 그 뜻은 ‘용과 뱀이 칩거하는 것은 몸을 보존하기 위함이다’라는 의미이다. 뱀이 겨울의 혹한을 피해 또아리를 틀고 칩거하며 겨울잠을 자는데 이러한 자연의 이치에서 장중거는 자신이 살아 나갈 방도를 구하고자 했다. 장중거는 마치 딴사람이 된 것처럼 하루아침에 달라졌다. 같이 어울리던 친구들이 찾아오자 '자네들은 그만 물러가라. 나는 장차 내 몸을 보존하려고 한다.'며 친구들을 내쳤다. 장중거가 '이존'의 삶을 산다는 말을 들은 박지원이 하루는 장중거를 찾아갔다. 방에 틀어박혀 있는 장중거를 본 박지원은 그를 향해 기나긴 충고를 내뱉었다.
| “ | 중거가 몸을 보존하려는 방법이 이 정도에서 그친다면 화를 피하기는 어렵겠구나. 비록 독실하고 경건했던 증자(曾子)도 평생토록 외우며 실행한 것이 어떠했는가. 항상 하루아침 하루저녁도 무사히 넘기기 어려울 듯이 하다가 죽는 날에 이르러서야 손발을 살펴보게 하고 비로소 그 온전히 살다가 돌아감을 다행으로 여겼는데 더더구나 일반 사람들은 어떠하겠는가. 한 집을 미루어 한 지방을 알 수 있고 한 지방을 미루어 온 세상을 알 수 있다. 온 세상이 저와 같이 크나, 일반 사람들의 처지에서 보자면 거의 발을 용납할 땅조차 없을 지경이다. 하루 사이에도 ‘보고 듣고 말하고 행동하는 것’을 스스로 살펴 보면 실상은 요행히 살고 요행히 화를 면한 것이 아님이 없는 것이다. 이제 중거는 세상이 자기를 해칠까 두려워 밀실에 칩거함으로써 자신을 보존하고자 하고 있는데, 자기 자신을 해치는 것이 자기 몸 안에 있음을 모르고 있구나. 비록 발자취를 멈추고 그림자를 감추어 스스로 옥살이처럼 살지만 이는 더욱더 사람들의 의혹을 사고 분노를 모으기에 족할 뿐이니, 그 몸을 보존하는 방법이 서투르지 아니한가. 이제 중거의 과실은 술에 있는데, 여전히 자신의 몸을 잊지 못하고 몸 보존할 바를 생각한 나머지 찾아온 손님들을 사절하고 깊이 숨어 살며, 깊이 숨어 사는 것이 자기를 지키는 데 부족하게 되자 또 함부로 스스로 ‘이존’이라는 당호를 써서 남들이 보게 걸어 놓으니, 이는 술에 몸을 피한 유백륜이 자기 묻을 삽을 짊어지게 한 것과 무엇이 다르겠는가. | ” |

박지원은 장중거에게 세상을 바꾸려고 마음먹었으면 뜻한 바대로 행동하면 되지 숨을 이유가 무엇이냐며 질타하였다. 장황한 박지원의 충고를 들은 중거는 두려워하며 한참 있다가 '그대의 충고가 맞다면 나의 팔 척 몸을 일으켜 어디로 던진단 말인가?'라고 하였다. 박지원은 장중거에게 좀더 세상에 초연하고 담대하게 임할 것을 촉구했다.
| “ | 나는 그대의 몸을 그대의 귓구멍이나 눈구멍 속에 집어넣을 수 있는 능력이 있다. 아무리 천지가 크고 바다가 넓다지만 그 눈구멍이나 귓구멍보다 더 여유가 있는 것은 아니다. 이치가 그러한데 그대가 이 속에 숨기를 바라는가? 마음은 귀와 눈에 비해 더욱더 넓고 크니, 예에 맞지 않는 것으로 마음에 동요되지 않는다면 내 몸의 전체와 큰 쓰임이 진실로 가슴에서 벗어나지 않게 되어 장차 어디로 가든지 보존되지 않을 것이 없을 것이다. | ” |

끝까지 들은 장중거는 박지원의 충고에 손을 내저으며 '그대의 말은 내가 내 몸 안에 몸을 숨기고, 몸을 보존하지 않음으로써 보존하게 하고자 하라는 충고라 보네, 그러니 내가 감히 내 몸을 보존하라는 말을 벽에 써 붙여서 돌아보고 살피지 않을 수 있겠는가.'하며 거절하였다. 결국 장중거는 박지원의 충고를 듣지 않았다. 박지원은 그가 세상 속에서 자신의 몸을 보존하고자 하는 생각에서 벗어나지 못한 인물이라며, 그러한 사람은 용케 자신의 몸을 보존할지는 모르겠지만, 세상을 결코 바꾸지는 못한다며 한탄했다.

#### 집안의 불행

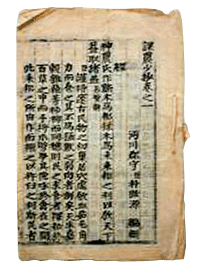
과농소초(1798년)

1776년 정조 때 여러 번 학행과 문장력으로 추천되었지만 번번이 사양하고 고사하였다. 이후 여러 번 천거되었는데도 모두 거절한다. 그러나 집안과 주변의 거듭된 권고로 1786년(정조 10년) 50세 때 음보로 처음 출사하여 조정 시무책을 건의하였다.
그해 7월 왕의 특명으로 선공감 감역(監役)에 제수되었다. 그는 옷소매를 줄이고, 군사훈련을 하고, 정병을 양성하며, 군사물자 비축을 건의하였으나 채택되지 않았다. 그해 부인 전주 이씨가 51세로 죽었다. 부인 이씨의 죽음을 애도한 절구 20수를 지었지만 실전되었다. 이후 재혼과 첩을 두라는 주변의 권고를 물리치고 혼자 지냈다. 이어 형 박희원이 58세로 죽었다. 연암골에 있는 형수의 무덤에 합장했다. 형을 보내면서 쓴 시 '연암에서 돌아간 형님을 생각하고(燕巖億先兄)'를 보고 친구 이덕무가 눈물을 흘렸다 한다.
1787년 정조의 명을 받아 춘추관기주관으로 <송자대전> 편수에 참여하다. 이때 박지원은 우암 송시열의 편지 중 윤휴의 일을 성토한 대목에 오해를 살 만한 뜻이 있다고 보고 한두 자를 삭제할 것을 건의했으나 받아들여지지 않아 개탄하였다.
1788년(정조 12년) 전염병이 돌았다. 그해 며느리 덕수 이씨가 전염병에 걸려 의원을 불러왔지만 효험도 없이 죽고, 아들 박종의도 위독했으나 기적적으로 회생했다. 가족들과 하인, 친지의 연이은 죽음으로 끼니를 끓여 줄 사람이 없어 주위에서 다시 후처를 얻거나 첩을 얻으라고 했지만 듣지 않았다. 그해, 반송방의 집을 처분하고, 그 때 마침 사촌 동생 박수원이 선산부사로 부임하면서 계산동 집을 빌려서 생활하였다.

#### 관직 활동
1789년(정조 13년) 6월 평시서주부, 사복시주부(主簿)가 되었다. 문하생 최진관의 아버지가 사망하자 '치암최옹묘갈명(癡菴崔翁墓碣銘)'을 지어 주었고, 개성의 선비 김형백이 죽자 '취묵와김군묘갈명(醉默窩金君墓碣銘)'을 써서 죽음을 애도하였다. 그해 가을에 휴가를 얻어 다시 연암골로 들어갔다. 그해 금부도사, 사헌부감찰을 거쳐 제능령(齊陵令)을 지냈다.
1790년 다시 금부도사가 되었다. 그해, 8촌 형 박명원의 부음을 들었다. 그에게 신문물을 전해주고 그의 재주를 아끼고 사랑했던 친척이었다. 박지원은 '삼종형금성위증시충희공묘지명(三從兄錦城尉贈諡忠僖公墓誌銘)'을 쓰고 조문하였다. 이어 사복시주부로 전보되었다가 다시 사헌부감찰을 거쳐 제릉령(齊陵令)이 되고, 1791년(정조 15) 한성부 판관을 거쳤다. 이후 안의(安義) 현감 · 면천(沔川) 군수(1797년)를 거쳐 양양(襄陽) 부사(1800년) 등 지방 수령으로서 자신의 이용후생론을 실험하고 그 경험을 지식으로 구체화하였다. 《열하일기》에서는 청나라의 선진 문물을 수용하여 조선의 낙후된 현실을 개혁하고 풍요하게 하기 위한 이용후생론을 제시하며, 조선 사회의 편견과 타성의 폐단을 예리하게 분석하여 그 개선책을 강구하였다. 또한 북벌론을 말하면서도 아무런 준비도 하지 않음을 꾸준히 지적하였다.
청나라로부터 괘종시계, 태엽시계, 자명종, 망원경, 안경 등을 본 뒤로 그는 조선의 수준으로 청나라를 정벌하는 것은 불가능하며 오히려 청나라의 선진 기술을 받아들인 뒤 실력을 양성하여 후일을 도모하는 편이 옳다고 역설하였다. 그러나 그의 견해는 당시의 배청의식(排淸意識) 속에서 수용되기는 어려웠다. 그의 안의현감 시절은 열하 여행의 경험에서 본 것으로 실험적 작업을 시도하였으며, 면천군수 시절에는《과농소초(課農小抄)》·《한민명전의(限民名田議)》·《안설(按說)》 등을 저술하였다.

### 생애 후반

#### 문체반정
자유롭고 기발한 문체를 구사하여 당대 양반 계층의 타락상을 고발하고 근대사회를 예견하는 새로운 인간상을 창조함으로써 많은 파문과 영향을 끼쳤다. 그는 기존의 시와 부, 문체에 얽매이지 않고 자유롭게 글을 썼다.열하일기를 비롯하여 자신이 청나라나 일본을 다녀오고 그 당시 본 장면과 풍경을 그대로 기술하였다. 죽은 누나의 행장을 쓸 때는 부덕이나 현모양처임을 강조하거나 찬양하지 않고 어린 시절 자신이 누나에게 서운한 일이 있어, 누나의 화장품에 먹물을 타서 장난친 일 등을 기록하였다. 형식과 틀에 얽매이지 않은 수필과 각종 글을 발표하였고, 글씨체 역시 기존의 서체에 구애받지 않고 글을 지었다.
1791년(정조 15년) 12월 안의현감에 임명되어 다음 해부터 임지에서 관직 생활을 시작했다. 안의 현감으로 내려간 연암 박지원이 부임 첫날 지역 터줏대감들과 술자리에 앉았다. 토호들은 그에게 놀이나 하나 하자며 엉뚱하게도 글짓기 경연(競演)을 시작한다. 벌칙은 술, 운자(韻字)는 '지'였다. "술술 잘 넘어가는 안의 막걸리 / 안주도 좋아라. 황석산 멧돼지." "촌사람 섣불리 보지 마소/ 안의 사람들 정말 무섭지" "아무리 짝사랑이라도 목은 왜 매나 벗겨나 보든지 한 번 대어나 보고 죽지" 그를 보기 좋게 길들이려던 토호들은 오히려 그에게 골탕을 먹었다고 한다.
안의현감 부임 직후 정조가 문체를 타락시킨 장본인으로 《열하일기》를 지목하고는 남공철을 통해 순정한 글을 지어 바치라 명령했으나 직접 응하지는 않았다. 1792년 다시 정조가 문체반정을 명하며 남공철을 다시 보내 통해 순정문(醇正文)으로 지을 것을 명하다. 이에 남공철에게 속죄하는 내용의 답서를 보냈는데 정조가 그의 편지를 보고 문장에 감탄하였다.
1796년 지방관 임기 만료로 안의현감에서 물러나 한성부로 상경하였다. 이때 친구 유언호(兪彦鎬)의 부음을 듣고 그의 장례를 치루었으며, 한성부 계산동(재동)에 벽돌로 초당을 짓고 총계서숙(叢桂書塾)이라 이름짓고 후학을 양성하였다. 총계서숙은 그가 죽은 뒤에도 1830년대에까지 북학파 학자들이 후학을 양성하였다.
1796년 제용감주부, 의금부도사, 의릉령(懿陵令)이 되고, 1797년(정조 21년) 7월 61세에 면천군수로 임명되었다.
1793년 정조는 그에게 《열하일기》로 잘못된 문체를 퍼뜨린 잘못을 속죄하라고 하교하였다. 박지원은 정조의 거듭된 경고에 이에 '답남직각공철서(答南直閣公轍書)'를 썼다. 왕의 문책을 받은 처지로 새로 글을 지어, 글로써 만든 과거 잘못을 덮으려 하는 것은 오히려 누가 되는 일이라는 내용이었다. 이덕무가 죽자, 정조는 그에게 지시하여 행장을 짓도록 하여 '형암 행장(炯菴行狀)'을 썼다. 그해 이덕무의 유고집을 간행하는데 참여하였다.

#### 면천 군수 재직 시절
1793년 가을 면천에 흉년이 들자 박지원은 자신의 월급을 덜어 백성을 구했다. 공진 설치를 거절하는 '답순사론진정서(答巡使論賑政書)'와 다른 고을 수령들과 굶주린 백성을 구하는 길에 대해 의논한 '굶주린 백성이 살 길(答丹城縣監李侯論賑政書)'과 '나는 껄껄 선생이라오(答大邱判官李侯論賑政書)'를 지었다.
그해 면천군청을 새로 중수하였는데, 직접 벽돌을 구워 관아에 새로 정각들을 짓는데 참여했다. 이때 '백척오동각을 지어 놓고(百尺梧桐閣記)', '공작관기(孔雀館記)', ‘아침 연꽃, 새벽 댓잎(荷風竹露堂記)’ 들을 지었다. 고을 아전들이 전에 있던 현감 곽준의 제사를 지내는 일을 높이 사서 '안의현감 곽후의 제사 지내며(安義縣縣司祀郭侯記)'를 특별히 지었다. 거창읍 이술원에게 정려가 내린 일을 기록한 '충신증대사헌이공술원정려음기(忠臣贈大司憲李公述原旌閭陰記)'를 지어 주었다. 한편 그는 조선 사회에서 여자들에게 과부 수절, 절개를 일방적으로 강요한다며 지적해왔다. 1793년 함양의 과부 박씨가 수절하다 죽은 것을 듣고, 지나친 수절 풍습을 비판한 '열녀 함양 박씨전 병서(烈女咸陽朴氏傳幷序)'을 지었다.
1794년 아전들이 포탈한 곡식을 원래대로 채워, 창고에 곡식을 10만 휘나 쌓아 두게 되었다. 이때 그 소문을 들은 호조판서가 박지원에게 그것을 팔 것을 제안하자 수입이 생길 것과 호조판서의 탐욕을 우려하여 곡식을 다른 고을에 나눠주었다. 함양군수의 부탁으로 학사루를 수축한 내용을 기록한 '천년 전의 최치원을 기리며(咸陽郡學士樓記)'를 짓고, 함양군에 새로 지은 학교 흥학재에 부치는 '흥학재를 지은 뜻(咸陽郡興學齋記)'도 지었다. 그해 아들 박종의가 성균관시에 응시하려 하자, 이서구가 성균관 사성으로 있다고 편지를 보내 응시하지 못하게 하였다.

#### 은퇴와 죽음
당시 홍대용·박제가 등과 함께 청나라의 문물을 적극 배우고 신기술을 유치해야 하며 장사는 천한 것이 아니라는 이른바 북학파의 영수가 되어 이용후생의 과학을 강조하였으며, 특히 자유롭고 기발한 문체를 구사하여 여러 편의 한문소설을 발표하였다. 그는 작품에서 아무 실속 없이 양반이라는 자존심에 사로잡혀 허세 부리는 자들을 조롱하고, 힘써 일하지 않는 게으른 풍조가 양반과 중인, 평민에게까지 확산되는 것을 지적했다. 또한 당시의 양반 계층의 타락상을 고발하고 근대사회를 예견하는 새로운 인간상을 자신의 작품에 실음으로서 논란거리가 되고 많은 파문과 영향을 끼쳤다.
1798년 면천군에 천주교가 성행했으나, 천주교도들을 크게 벌하지 않고, 기회를 주어 석방시켰다. 1798년 왕명을 받아 농서(農書) 2권을 찬진(撰進)하였다. 《과농소초》라는 농업 연구책을 지어 정조에게 바쳤으며, 1799년 황강서원(黃江書院)에 한원진(韓元震)을 배향하는 제사를 지낼 때 집사로 차출되었다. 1800년(정조 24년) 8월 양양부사(襄陽府使)가 되었다. 그러나 그해 정조가 죽고 1801년 관내의 신흥사(神興寺)의 승려들이 궁속과 결탁, 폐단을 끼치자 노론벽파가 집권했음에도 치사(致仕)하고 물러났다.
1803년 중풍으로 몸이 마비되어 글을 짓지 못하였다. 1805년(순조 5년) 10월 20일 한성부 가회방(嘉會坊)의 재동(齋洞) 자택에서 깨끗하게 목욕시켜 달라는 유언만을 남긴 채 69세로 세상을 떠났다. 12월 5일 선영이 있는 경기도 장단(長湍) 송서면의 대세현(大世峴)에 장사 지냈다.

### 사후 영향

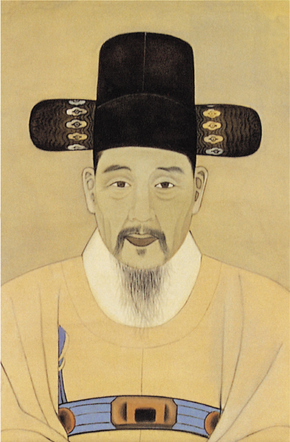
손자 박규수
(북학파 사상을 개화파에 계승시킨다.)

그의 묘는 경기도 장단군 송서면(松西面) 대세현(大世峴)에 있다. 그의 제자 중 한 사람인 박제가는 윤가기 사건에 연루되어 유배되었고, 순조 즉위 후 노론벽파가 집권하면서 노론 북학파 사상 역시 이단시되어 정계에 발탁되지 못하고
1826년 아들 박종채가 그의 언행을 기록한 《과정록》을 완성했다. 그러나 그의 문집을 편찬하려 했다가 내용을 보고 놀라 아버지의 저서들을 간행하지 못했다. 후일 우의정을 지냈던 그의 손자 박규수는 그의 실학 사상을 계수하여 개화 사상을 열어준 인물로 비중이 크다. 그가 가지는 생각들이 당대의 사고와 많은 차이를 내포하고 있어 그의 문집은 그의 생전에 간행되지 못하였고, 사후에도 간행되지 못했다. 그의 손자 박규수(朴珪壽)는 고종 때 의정부우의정에 올랐지만 할아버지의 문집을 간행하려다가 편찬을 그만두었다.
1864년(고종 1년) 1월 10일 증직으로 증 통정대부 이조참의에 추증되었다가 다시 1865년(고종 2년) 증 가선대부 이조참판(吏曹參判)에 가증되었다. 1873년(고종 12년) 12월 증 숭정대부 의정부 좌찬성에 추증되었다. 1884년(고종 21년) 관직을 추탈당했다가 1910년 다시 의정부 좌찬성에 추증되었다.
그의 문집 《연암집(燕巖集)》은 1900년에 비로소 초록 형태로 처음 서울에서 공간될 만큼 간행이 늦었다. 1910년에 의정부 좌찬성에 추증되고, 문도의 시호를 받았다. 1900년 김만식(金晩植) 등 23인에 의하여 경성부에서 처음 그의 문집을 초록한 형태로 간행되었고, 1910년 대한제국이 멸망한 뒤에 비로소 그의 저서와 학문에 대한 연구가 진행되기 시작하였다.

### 현대
그의 사상은 대한제국이 멸망한 이후에 평가, 조명되기 시작하였다. 1911년 최남선(崔南善)이 열하일기(熱河日記)를 간행하였고, 1916년 김택영(金澤榮)이 중국 남통(南通)에서 열하일기를 7권 3책으로 재편하여 간행하다.
1932년 박영철(朴榮喆)이 경성에서 구리 활자로 열하일기 17권 6책을 간행하였다. 1960년대에 이르러 그의 학문과 사상에 대한 연구 및 한글화가 시작되고 1970년대에 이르러 대한민국의 교과서에도 실리게 되었다. 2007년에는 그를 기념하는 '연암문학상'이 제정되었다.
그의 묘소는 조선과 일제강점기 때 버려졌다가 1959년 조선민주주의인민공화국 황해북도 개풍군 전재리 황토고개에서 봉분이 퇴락된 채로 발견되었다. 그 뒤 1990년대에 이르러 조선민주주의인민공화국에서는 황진이묘와 박지원 등 명사들의 묘소를 재정비하였다. 이때 그의 묘소 역시 봉분을 쌓고, 비석과 석물 등을 정비하였다. 그의 묘소 남동쪽에는 개성공단이 있고, 서남쪽에는 선죽교와 정몽주의 옛 집이 있다..
조선시대 대표적인 실학자, 사상가, 문필가로 평가받고 있는 연암 박지원의 사상과 업적을 기리기 위해, 연암이 면천군수로 일한 함양군청이 2011년에 연암문학상을 제정하여 "새로운 문물을 받아들이는 박지원이 우리에게 던지는 메시지가 무엇인지를 잘 표현했으며 '실학의 구현을 형상화한 작품'이라고 볼 수 있다."고 평가받은 장편소설 <뿔뱀>을 쓴 표성흠 작가에게 시상하면서 심사위원은 박지원에 대해 "시대의 아웃사이더로서 시대를 새롭게 디자인하고 새로운 토양을 만들어 내려한 조선 최고의 거인"이라고 하면서 "연암을 문학적으로 창조하는 컨셉이 뿔뱀이었다."고 말했다.

## 사상과 신념

### 자연과학
홍대용과 함께 땅이 평평하지 않고 원형이라는 설을 주장했다. 그는 홍대용과 함께 지구설(地球說)·지전설(地轉說)을 주장해 주자학에서의 지방지정설(地方地靜說)에 반대했다. 그는 지구가 평평한 평지가 아니라 거대한 원형일 수 있다고 보았다. 또한 땅은 하나의 먼지와 흙으로 구성된다는 주장을 하였다. 그는 세계는 천체로부터 자연 만물에 이르기까지 객관적으로 실재하며, 티끌이라는 미립자가 응취결합(凝聚結合)하고 운동·변화하는 과정에서 우주만물이 생성된다고 주장했다. 지구가 둥근 원형이라는 박지원의 주장은 터무니없는 것으로 받아들여졌다.

### 양반 특권에 대한 비판
박지원은 소설 양반전을 써서 양반의 특권과 횡포를 신랄히 풍자했다. 그는 국력의 쇠퇴, 민중의 극단적인 빈곤의 근본 원인이 양반 통치 계급제도에 있다고 생각, 양반 계급의 실상을 폭로, 비판하기 위해 양반전을 쓰기도 했다. 그에 의하면 양반은 아무런 일을 하지 않고 무위도식해도 거리낄 것이 없으며, 선비, 글공부라는 핑계 하에 국력에 해를 입히는데도 죄를 묻지 않는 이상한 존재라는 것이다.
'하늘이 백성을 낳았는데 그 백성이 넷이다. 그 중 으뜸은 사(士)로다. 양반이라고도 일컬으며 이익이 이보다 큰 것이 없다. 밭을 갈지 않고 장사를 하지 않으며, 글과 역사를 조금만 공부하면 크게는 문과에 합격하고 적어도 진사가 된다. 문과의 홍패는 두 자에 지나지 않지만 온갖 물건을 얻을 수 있으니 돈자루라고도 할 수 있다. 진사는 40세에 첫 벼슬을 해도 큰 고을의 남항(南行, 음직, 음서 제도와 같은 말로. 학식과 덕행이 특출하여 추천되었거나, 가문 덕에 하는 벼슬) 수령으로 가서 잘만 풀리면 귀가 양산 그늘에 휘어지고, 배는 종놈의 대답 소리에 저절로 불러지고, 방에는 노리개로 기생을 두고, 뜰에는 명학을 기른다.'며 양반의 무위도식을 조롱했다.
또한 시골의 선비, 혹은 낙향해서 생활하는 선비들에게도 풍자를 가하였다. '궁한 선비가 시골에 살더라도 꺼리낄 것이 없다. 이웃 소를 함부로 가져다가 먼저 밭을 갈고 마을 사람들을 함부로 불러다가 김을 매도 누가 감히 거역하겠는가? 네 코에 재를 붓고, 뜨거운 물을 붓고, 함부로 상투를 꺼들고, 수염을 뽑아도 감히 거역하지 못한다.'고 하였다. 정쟁에서 초연하거나 불의를 보고 낙향한 것처럼 행세하던 선비들 역시 낙향한 시골에서 백성들에게 민폐를 끼치면서 고결함을 가장한 위선을 질타하였다.
그는 인간관계가 엄격하게 신분제에 의해 규제되고 게다가 양반사회는 당론(黨論)으로 분열되어 있으며 이는 인간을 바로 보는 데 장애가 된다 하였다. 그는 인간과 인간 사이의 자유로운 교제에 바탕을 둔 평등윤리로서의 우정이 실현되기 어렵다며 신분과 붕당과 사상의 편견을 버리고 인간으로서 대할 것을 주장했다.

### 학문에 대한 관점
박지원은 학문이 실생활에 유용하게 쓰이지 못한다면 그 학문은 죽은 학문이라 결론하였다. 그는 학문에서 귀중히 여길 것은 실용(實用)임을 강조했다. "글을 읽고서 실용을 모를진 그것은 학문이 아니다. 학문이 귀한 것은 그의 실용에 있으니, 부질없이 인간의 본성이니 운명이니 하고 떠들어대고 이(理)와 기(氣)를 가지고 승강질하면서 제 고집만 부리는 것은 학문에 유해롭다."라고 지적하였다. 그는 학문은 인간의 실생활에 보탬이 되는 학문이 진정한 학문이라 하였다.
그는 학문 공부의 목적을 유민익국(裕民益國)과 이용후생(利用厚生)이라 하였다. 유민익국의 요체로서 생산력의 발전을 급선무라고 인식하고, 생산력의 발전을 위해서는 북(北), 즉 청에서 선진 기술을 배울 것을 주장했다. 그는 "그것이 백성들에게 유익하고 국가에 유용할 때에는, 비록 그 법이 오랑캐로부터 나왔다 할지라도 주저없이 배워야"하며 "다른 사람이 열 가지를 배울 때에는 우리는 백 가지를 배워 무엇보다도 먼저 우리나라 백성들에게 이익을 주어야 한다."라고 했다. 인간에게 이롭게 하지 못하는 학문은 학문으로서의 가치를 상실한 것이라 평하였다.

### 북벌론에 대한 비판
그는 북벌론을 한다 하고 아무런 대책이 없는 조선의 양반 관료들을 비판하고, 복수설치의 대의를 위해 아무도 준비하지 않음을 지적하였다. 나중에 가서는 북벌론 자체에 대한 회의를 품게 된다.
그는 조선 양반들이 복수설치와 북벌을 다짐하고도 무를 천시하는 점, 병력을 양성하지 않는 점, 전쟁에 필요한 물자를 조달하지 않는 점, 붕당정치 곧 붕당들의 정치경쟁에 여념이 없고 음모로써 상대 정파를 죽이고 학살하는 점, 전쟁이나 유사시 피난 가는 데 장애가 되는 넓은 소매에 긴 옷자락을 가진 옷, 불필요하게 격식을 가진 복식 등을 지적했다. 그러나 모두 수용되지 않았고 나중에는 북벌론 자체에 대한 회의적인 시각을 갖게 된다.
청나라에서 괘종시계와 안경, 지구본, 망원경, 톱니바퀴 태엽으로 움직이는 시계와 기구를 목격한 이후에는 아무런 준비도 하지 않고, 기술도 뒤쳐진 조선의 북벌론은 불가능하다는 결론을 얻게 된다.

### 신, 귀신에 대한 반박
그는 신과 귀신은 허황된 것이며 자연은 스스로 움직일 뿐이라고 하였다. 유교의 천주재설(天主宰說) 역시 미신이라며 비판하고, 자연은 자연필연성을 가지고 자기운동을 할 따름이며, 그 어떤 목적의지도 없다고 했다. 또한 신비적인 참위설(讖緯說)과 오행상생상극설(五行相生相克說)에 반대했다.그는 이런저런 재앙을 귀신의 진노로 보던 것을 허황되다고 비판했다. 그는 하늘이 어떤 뜻을 가지고 인간의 도덕적 행동에 감응한다는 천인감응설(天人感應說)과 인과 응보론에도 반대했다. 천인감응설과 인과 응보론 같은 것도 애당초 존재하지 않는다고 했다.
그는 물질적 기(氣)의 존재를 주장했다. 그는 "만물이 발생함에서 무엇이나 기 아닌 것이 없다. 천지는 커다란 그릇이다. 차 있는 것은 기이며 차는 까닭은 이(理)이다. 음과 양이 서로 작용하는 그 가운데 이가 있으며 기로써 이를 싸는 것이 마치 복숭아씨를 품은 것과 같다."라고 했다. 만물의 근원은 어떤 기이고, 이는 그 가운데 내포되어 있는 기의 움직임의 변화가 존재한다고 보았다. 그는 또 감각의 원천은 객관적 외부세계이며, 감각, 촉각, 의식 등은 어떤 사물이 객관적 외부세계를 느끼는 것, 감각 기관에 작용한 결과 발생한다는 견해를 선보이기도 했다.

## 문학 세계

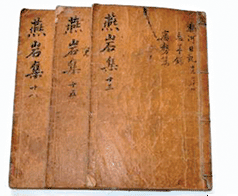
저서 중 하나인 연암집

| “ | 噫, 瞻彼烏矣. 莫黑其羽, 忽暉乳金, 復耀石綠, 日映之而騰紫, 目閃閃而轉翠. 然則吾雖謂之蒼烏, 可也, 復謂之赤烏, 可也. 彼旣本無定色, 而我乃以目先定. 奚特定於其目? 不覩而先定於其心. 아! 저 까마귀를 보라. 그 날개보다 더 검은색이 없긴 하나 얼핏 옅은 황금색이 돌고, 다시 연한 녹색으로 반짝인다. 햇볕이 비추면 자주색으로 솟구치다, 눈이 어른어른하면 비취색으로 변한다. 그러므로 내가 비록 푸른 까마귀라고 말해도 괜찮은 것이고 다시 붉은 까마귀라고 말해도 상관없는 것이다. 저 사물은 본디 정해진 색이 없는데도 내가 눈으로 먼저 정해버리는 것이다. 어찌 그 눈에서만 판정할 따름이랴? 보지도 않으면서 마음속에서 미리 판정해 버린다. | ” |

박지원의 문학 정신을 한마디로 표현하자면 ‘법고창신(法古創新)’이라는 말로 요약할 수 있다. “옛 것을 본받되 변화를 알고 새롭게 지어내라”는 의미다. 그는 문학의 참된 정신은 변화의 정신을 바탕으로 창조적인 글을 쓰는 데 있다고 생각했다. 비슷하게 되려는 것은 참이 아니며, ‘닮았다’고 하는 말 속엔 이미 가짜가 들어 있다는 것이다. 연암은 억지로 점잖은 척 고상한 글을 써서는 안 되며 오직 진실한 마음으로 대상을 참되게 그려내야 한다고 주장했다. 그리하여 그는 틀에 박힌 표현이나 관습적인 문체를 거부하고 그만의 독특한 글투를 지향했다. 이러한 그의 글쓰기에 대해 세상 사람들은 ‘연암체’라고 불렀다. 나아가 옛날 저곳이 아닌 지금 여기를 이야기하고자 했다. 중국이 아닌 조선을, 과거가 아닌 현재를 이야기할 때 진정한 문학 정신을 구현할 수 있다고 믿었다. 이를 일러 ‘조선풍(朝鮮風)’이라고 하는데 ‘조선의 노래’란 뜻이다.
그는 자신의 실학 사상을 소설을 통해 생생하게 제시하고 있다. 자신이 양반의 가문에서 태어났음에도 불구, 양반들이 실속 없이 허울 좋은 이름만 내세우는 것을 미워한 나머지 10편의 한문 소설을 지어 독특한 해학으로써 이들을 풍자하였다. 〈양반전〉은 조선 왕조 봉건사회의 와해와 그 속에서 군림하는 사(士) 계급의 올바른 개념을 정립하고 있으며, 〈허생전〉은 북벌론의 허위의식을 배격하면서 당시 사회의 문제점을 잘 지적하고 있다. 또한 〈광문자전(廣文者傳)〉, 〈역학대도전(易學大盜傳)〉 등은 양반 계층과 도학자의 도덕적 위선을 신랄하게 풍자하여 사회 개혁 의식을 제시하고 있다.
자유로운 성정(性情)을 표현하기 위해 신문체를 수립함으로써 이덕무, 박제가 등의 한학신파의 4가를 낳게 했으며 문학을 통해 양반계급의 해체를 통찰하고 이를 비판, 새로운 현실의 필요성을 역설했다. 그의 문학은 공리공론을 배격하고 사실주의 문학을 수립했다. 청나라 문학인들과 사귀며 정치·음악·천문·경의(經義) 등에도 관심을 갖고 연경에 갔다 온 기행을 쓴 《열하일기》의 대문장 26권을 이루었다. 그가 쓴 또다른 책인 <상기>는 그가 열하행궁에서 코끼리를 본 경험을 통해 고정된 관념에서 대상을 인식하는 것의 위험성을 하늘의 이치에 관한 통념에 대한 논리적 반박을 문답법을 이용해 입증한다.
무엇보다도 그는 <허생전(許生傳)>, <양반전(兩班傳)>, <호질(虎叱)>, <민옹전(閔翁傳)>, <광문자전(廣文者傳)>, <마장전>, <우상전(虞裳傳)>, <역학대도전(易學大盜傳)>, <봉산학자전(鳳山學者傳)> <김신선전(金神仙傳)>, <열녀함양박씨전(烈女咸陽朴氏傳)> 등의 단편소설을 창작하였는데, 비록 그 표기가 한문임에도 불구하고 한국 리얼리즘 소설의 빛나는 걸작들이다.
그는 <양반전>을 통해 몰락해 가는 조선 사회를 풍자했으며, <호질>에서 유학자의 전형적인 위선을, <민옹전>에서 몰락해가는 무인들의 울분을 반영하여 당시 사회의 이면사(裏面史)가 되어준다. <허생전>에서는 전시대의 허균이 쓴 《홍길동전》과 함께 현실과 유토피아 세계를 교착시키며 날카로운 사회비판의 작가정신을 보여주었다. 그의 소설은 근대적 비판 의식의 소산으로, 여러 가지 인간 유형을 통해 리얼리즘의 전통을 이룩하였고, 독특한 풍자와 해학으로써 양반계급의 무능과 위선을 고발하는 등 사실적 문체를 구사하여 문체 혁신의 표본이 되었다.

## 인물평

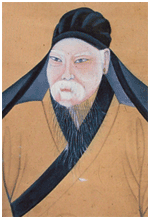
박지원

박지원의 외모에 대해서는 그의 아들인 박종채가 《과정록(過庭錄)》에서 묘사하고 있는 것을 보면, 큰 키에 살이 쪄서 몸집이 매우 컸으며 얼굴은 긴 편이었고, 안색이 몹시 붉었으며 광대뼈가 툭 불거져 나오고 눈에는 쌍꺼풀이 있었다고 한다. 이 기록은 현재 남아있는 박지원의 초상화와도 거의 일치한다. 또한 박지원은 목소리가 몹시 커서 그냥 말을 해도 담장 바깥의 한참 떨어진 곳까지 들릴 정도였다고 한다. 원래 박지원 자신의 중년의 모습을 그린 초상화가 한 점 있었지만 연암은 그 초상화가 본래 자신의 모습의 7할도 못 미친다며 없애버리게 했고, 다시 그리자는 아들의 간청도 끝내 받아들이지 않았다고 한다.
또한 박지원은 다른 사람과 쉽게 타협을 할 줄 몰랐던 성격이었다. 김기순은 박지원에 대해 "연암은 순수한 양기를 타고 나서 반 푼의 음기도 섞여있지 않으니, 지나치게 고상해서 매양 부드럽게 억누르는 공력이 모자라고, 지나치게 강해서 항상 원만한 면이 부족했다."고 평가하고 있으며, 박지원 자신도 "일생 동안 이런 저런 험한 꼴 다 겪은 것은 모두 내 성격 탓이다.", "이는 내 타고난 기질의 병이라서 바로잡으려고 한 지 오래되었지만 끝내 고치지 못했다."라고 인정하고 있기까지 하다. 실제로 박지원은 음서로 관직에 진출해 안의현감이나 면천군수 등의 관직을 지내긴 했지만, 끝내 조정의 요직에는 오르지 않았다.

## 가족 관계
고모부 어용림의 딸이자 고종사촌인 어씨는 그의 10촌 사종인 박홍수와 결혼했다. 8촌형뻘 되는 박대원의 손자로 그는 사촌매제이기도 한 박홍수를 족손이라 불렀다.
- 고조부 : 박세교
  - 종증조부 : 박태두, 성리학자 여호 박필주의 아버지
    - 재종조부 : 박필주
    - 재종조부 : 박필하(朴弼夏)
      - 삼종숙 : 박사익(朴師益), 박홍수의 증조부[17]
      - 삼종숙 : 박사정(朴師正), 영조의 부마 박명원의 아버지
        - 삼종형 : 박명원, 화평옹주(和平翁主)의 부군
- 증조부 : 박태길
  - 종조부 : 박필린(朴弼鄰)
  - 대고모 : 반남박씨
  - 대고모부 : 이사주(李師周)
  - 대고모 : 반남박씨
  - 대고모부 : 김서린(金瑞麟)
- 할아버지 : 박필균(朴弼均, ? - 1760년 8월, 돈령부지사 역임, 시호는 장간)
- 할머니 : 여주이씨(? - 1761년)
  - 삼촌 : 박사헌(朴師憲)
  - 삼촌 : 박사근(朴師近), 당숙(박지원의 재종조부)인 여호 박필주의 양자로 갔다.
    - 사촌 : 박진원(朴進源)
    - 사촌 : 박수원(朴綏源)
    - 사촌누이 : 반남박씨
    - 사촌매부 : 황형(黃馨)

  - 고모 : 반남박씨
  - 고모부 : 어용림(魚用霖)
    - 고종사촌 : 함종어씨
    - 고종사촌매제 : 박홍수(朴弘壽, 그의 친척으로 8촌 형 박대원의 손자가 된다.)
    - 고종사촌 : 어재소(魚在沼)
    - 고종사촌 : 어재운(魚在雲)
- 아버지 : 박사유(朴師愈, 1703년 - 1767년 6월)
- 어머니 : 함평이씨(咸平李氏, 1700년 - 1759년 10월), 이창원(李昌遠)의 딸
  - 형 : 박희원(朴喜源, 1730년 - 1787년)[18]
  - 형수 : 전주이씨(? - 1778년 7월 25일, 이동필(李東馝)의 딸, 중종의 서자 덕양군의 후손)
  - 누나 : 반남 박씨
  - 매형 : 이현모(李顯模)
  - 누나 : 반남 박씨
  - 매형 : 서중수(徐重修)
- 부인 : 전주 이씨(? - 1787년 1월), 이보천의 딸
  - 딸 : 반남박씨(1759년 - 1788년)
  - 사위 : 이종목(李鍾穆)
  - 첫째 아들 : 박종의(朴宗儀, 1766년 - 1815년)[19] - 박지원의 형인 박희원의 양자로 입적.[18]
  - 며느리 : 전주이씨, ? - 1787년
  - 둘째 아들 : 박종채(朴宗采, 1780년 - 1835년)[20]
    - 손자 : 박규수(1807년 - 1877년), 박종채의 장남
    - 손자 : 박주수
    - 손자 : 박선수(1822년 - 1899년)
- 장인 : 이보천
  - 처남 : 이재성(李在誠) : 열하일기에 '중존'(仲存)이라는 자로 논평을 달았다.
- 처삼촌 : 이양천
- 외할아버지 : 이창원(李昌遠)
- 삼종형 : 박명원(朴明源)
- 친족 : 박준원
  - 친족 : 수빈 박씨, 정조의 후궁, 순조의 생모.

## 주요 저서와 관련서
- 《열하일기》(1780-1793) : 호질, 허생전 수록
  - 리상호 역, 열하일기. 보리. 1780-1793/1955/2004 ISBN 89-8428-187-5: 완역
  - 김혈조 역, 열하일기. 돌베개. 1780-1793/1955/2009 ISBN 89-7199-358-8: 완역
  - 고미숙, 길진숙, 김풍기 역, 세계 최고의 여행기 열하일기(상),(하). 그린비. 1780-1793/2008 ISBN 89-7682-102-5: 발췌역
- 《연암선생 서간첩》(1796-1797)
  - 박희병 역, 고추장 작은 단지를 보내니. 돌베게. 1796-1797/2005 ISBN 89-7199-211-5
- 《과농소초》(課農小抄, 1799)
  - 최홍규 역, 국역 과농소초. 1799/1987. ISBN 2-00-424600041-9
- 《과정록》(過庭錄, 1826) : 차남 박종채가 쓴 박지원 평전
  - 김윤조 역주, 역주 과정록. 태학사. 1826/1997 ISBN 89-7626-251-4
  - 박희병 역, 나의 아버지 박지원. 돌베게. 1826/1998 ISBN 89-7199-107-0
- 《연암집》(1900년 초간) : 양반전 수록
  - 신호열/김명호 역, 연암집. 돌베게. /1900/2007 ISBN 89-7199-267-0: 완역
  - 홍기문 역, 나는 껄껄 선생이라오. 보리. /1900/2004 ISBN 89-8428-190-5: 발췌역
- 《한민명전의》(限民名田義)

=== 주요 문학작품 ==?
- 《마장전》(馬駔傳)
- 《민옹전》(閔翁傳)
- 《양반전》(兩班傳)
- 《예덕선생전》(穢德先生傳)
- 《허생전》(許生傳)
- 《호질》(虎叱)
- 《우상전》(虞裳傳)
- 《광문자전》(廣文者傳)
- 《열녀함양박씨전》(烈女咸陽朴氏傳)
- 《김신선전》(金神仙傳)

### 작품
- 문효세자진향문
- 홍덕보 묘지명(홍대용)

## 평가
홍대용·박제가(朴劑家)와 함께 북학파(北學派)의 영수로 청나라 문물을 받아들일 것을 주장하였다.
또한 10편의 한문소설을 써 독특한 해학(諧謔)으로 고루한 양반, 무능한 위정자를 풍자하는 등 독창적인 사실적 문체를 구사하여 문체 혁신의 표본이 되었다.

## 기타
파격의 글쓰기로 소위 '문체반정(文體反正)'의 당사자였던 연암은 승려들과도 어울렸다. 연암과 경윤이라는 스님의 대화 중에 스님은 몇 대에 걸쳐 다듬은 승안사 미륵불을 완성하자마자 다시 없었던 일로 한다고 했다. 만들다 보니 천상 영감을 닮은 천하태평 인간의 모양새더라는 것. 부처는 부처답기를 바라는 대중이, 그 인간 모양의 미륵불을 원치 않더라는 것이다.
그는 음식의 맛을 즐기는 것도 좋아했는데 눈 내리고 찬바람 부는 가을과 겨울에 야외에서 고기를 구워 먹는 식도락 모임인 '난로회'를 만들기도 했으며, 제자들에게 손수 밥을 지어 먹이기도 했으며, 고령에도 직접 장을 담그기도 하였다.

## 같이 보기
| - 박지원 연보 - 중상주의 - 중농주의 - 열하일기 - 허생전 - 박필균 - 박제가 - 박명원 - 유형원 - 유득공 - 이덕무 - 이인상 - 정약용 - 이윤영 - 수빈 박씨 | - 박준원 - 실학 - 성리학 - 노론 - 북학파 - 북학의 - 지구본 - 중상주의 - 천주실의 - 박규수 - 박주수 - 박원양 - 박정양 - 박영효 | - 박제순 - 정약용 - 안정복 - 신후담 - 유대치 - 오경석 - 이동인 - 서재우 - 박지원 |

## 참고 문헌
- 박희병, 《연암을 읽는다》. 돌베게. 2006년. ISBN 89-7199-237-9
- 최정동, 《연암 박지원과 열하를 가다》. 푸른역사. 2005년. ISBN 89-91510-10-8
- 김지용, 《연암 박지원의 이상과 그 문학》. 명문당. 2005년.
- 박수밀, 《박지원의 미의식과 문예이론》. 태학사. 2005년.
- 고미숙, 《열하일기, 웃음과 역설의 유쾌한 시공간》. 그린비. 2003년.
- 이현식, 《박지원 산문의 논리와 미학》. 이회문화사. 2002년.
- 김혈조, 《박지원의 산문문학》. 성균관대학교출판부. 2002년.
- 김지용, 《박지원의 문학과 사상 : 조선조 근대화의 기수》. 한양대학교출판부. 2000년.
- 강혜선, 《박지원 산문의 고문 변용 양상》. 태학사. 1999년.
- 김영동, 《박지원 소설연구》. 태학사, 1997년.
- 김명호, 《열하일기 연구》. 창비. 1990년.
- 간호윤, 《개를 키우지 마라》. 경인문화사, 2005년.
- 이 문서에는 다음커뮤니케이션(현 카카오)에서 GFDL 또는 CC-SA 라이선스로 배포한 글로벌 세계대백과사전의 "〈실학의 융성〉" 항목을 기초로 작성된 글이 포함되어 있습니다.
- 본 문서에는 지식을만드는지식에서 CC-BY-SA 3.0으로 배포한 책 소개글을 기초로 작성된 내용이 포함되어 있습니다.